# Jeanneret de Beaufort

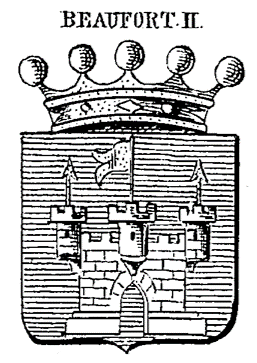
Wappen der Jeanneret de Beaufort in Siebmachers Wappenbuch

Die Familie Jeanneret de Beaufort oder auch Beaufort ist ein altes ursprünglich aus Italien und Frankreich stammendes, später in die Schweiz und die Niederlande gekommenes Adelsgeschlecht.

## Historie
Als Ahnherr gilt Pierre Charles Jeanneret de Beaufort († 1268). Ein Nachkomme desselben, Josua de Beaufort, verließ während einiger Unruhen im 15. Jahrhundert Oberitalien. Er ging nach Frankreich und erwarb in der Dauphiné bedeutende Besitzungen. Ein reformierter Zweig des Geschlechts verließ nach Aufhebung des Edikts von Nantes 1681 Frankreich, und verzog nach Neufchâtel. Am 1. August 1695 wurde Joanes Jeaneret von der der Herzogin von Nemours geadelt, und am 18. September 1696 als Edelmann in die Adelsmatrikel des preußischen Fürstentums Neuenburg eingetragen. Seit dieser Zeit wechselten mehrere Angehörige der Familie auch in preußische Dienste. Am 5. August 1791 erfolgte die preußische Anerkennung des Adelsstands für die Brüder Charles David Jeanneret de Dunilac, Francois Scipion de Jeanneret (1746–1819) und Jean Louis de Jeanneret le Blanc (1744–1798).

## Wappen
Blasonierung: In Blau eine silberne Burg mit drei Türmen. Auf dem mittleren Turm steht eine Lanze mit goldenem Fähnchen und aus jedem der Seitentürme geht ein goldener Pfeil hervor. Über dem Schild befindet sich eine französische Baronenkrone (ein glatter goldener Ring dreimal mit einer  Perlenschnur umwunden).
Schildhalter: zwei wilde Männer, um das Haupt und die Hüften einen grünen Kranz tragend und in der äußeren Hand einen in eine Lilie endenden goldenen Stab haltend.

## Angehörige
- Baron Denis-Francois-Scipion Jeanneret de Beaufort (* 12. September 1746; † 18. April 1819)[1], Gesandter am dänischen Hof später Gouverneur der Militärakademie zu Berlin (1785–1803)
- Baron François Louis (Franz Ludwig) Jeanneret von Beaufort (* 28. Juni 1776; † 30. Dezember 1853), preußischer Oberst, Kommandant von Cosel
- Baron Hermann von Jeanneret von Beaufort-Belfort, (* 28. November 1806; † 14. Januar 1873) Oberlandesgerichtsreferendar und Grundbesitzer zu Gabitz bei Breslau
- Ferdinand Wilhelm von Jeanneret (1764–1828), preußischer Generalmajor